# Grand Island (Nebraska)
Grand Island es una ciudad ubicada en el condado de Hall en el estado estadounidense de Nebraska. En el Censo de 2020 tenía una población de 53 131 habitantes y una densidad poblacional de 681 personas por km². Se encuentra sobre la orilla izquierda o norte del curso medio del río Platte, un afluente del Misuri. 

## Geografía

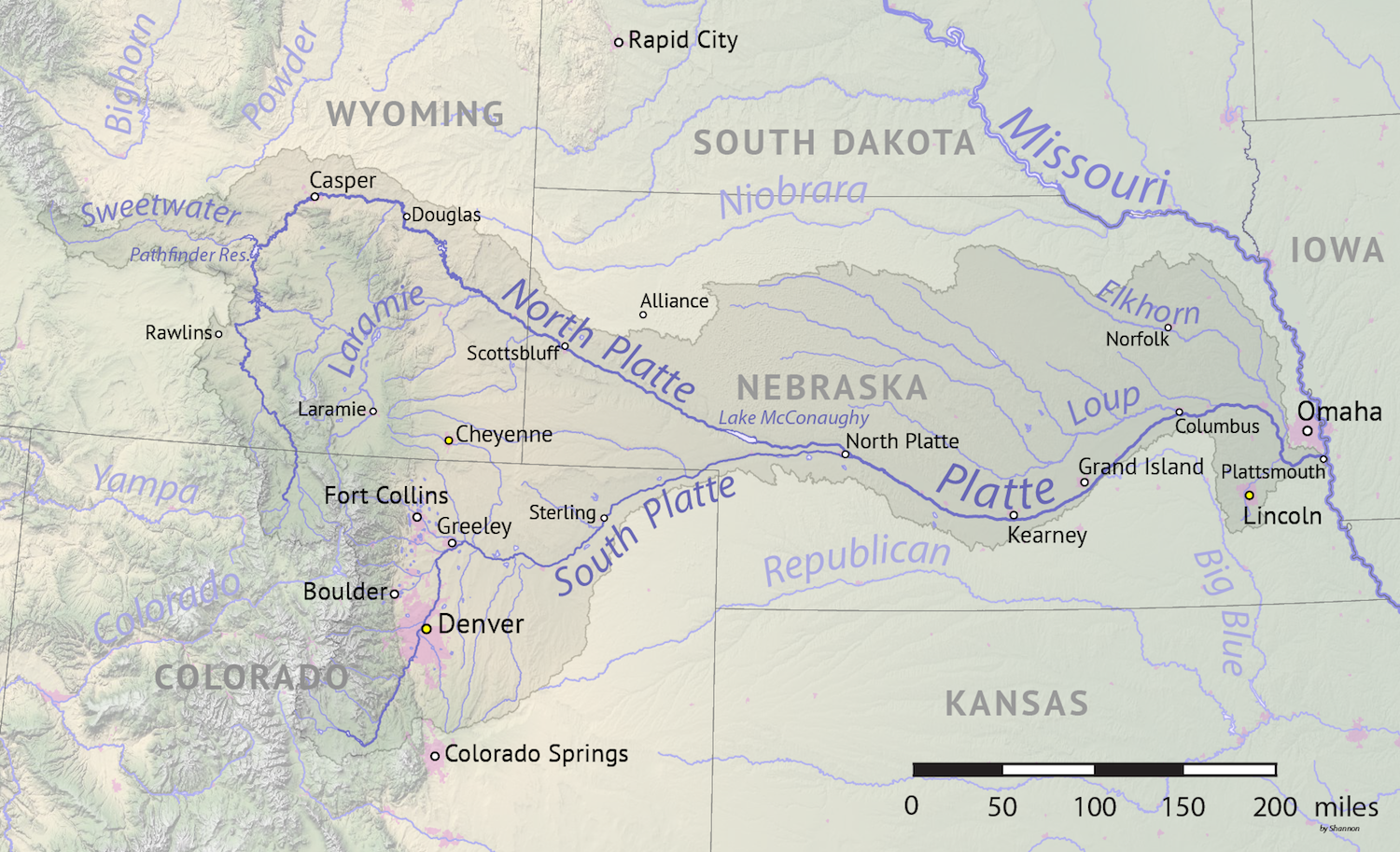
Grand Island en mapa del río Platte

Grand Island se encuentra ubicada en las coordenadas 40°55′20″N 98°21′29″O / 40.92222, -98.35806. Según la Oficina del Censo de los Estados Unidos, Grand Island tiene una superficie total de 73.94 km², de la cual 73.58 km² corresponden a tierra firme y (0.5%) 0.37 km² es agua.

## Demografía
Según el censo de 2020, había 53 131 personas residiendo en Grand Island. La densidad de población era de 681,85 hab./km². De los 53 131 habitantes, Grand Island estaba compuesto por el 72.9% blancos, el 3.8% eran afroamericanos, el 0.7% eran amerindios, el 1.4% eran asiáticos, el 0.3% eran isleños del Pacífico y el 5.6% pertenecían a dos o más razas. Del total de la población el 33% eran hispanos o latinos de cualquier raza.